# Євген Гребінка (срібна монета)
«Євге́н Гребі́нка» — ювілейна срібна монета номіналом 5 гривень, випущена Національним банком України, присвячена поетові, прозаїку, авторові численних байок — Євгену Павловичу Гребінці, який увів в українську літературу також романтичні жанри — романси, пісні тощо, у тому числі неперевершені зразки любовної лірики.
Монету введено в обіг 19 січня 2012 року. Вона належить до серії «Видатні особистості України».

## Опис монети та характеристики
| Номінал грн. | Метал            | Маса, г       | Діаметр, мм | Якість виготовлення | Гурт                           | Тираж, штук |
| ------------ | ---------------- | ------------- | ----------- | ------------------- | ------------------------------ | ----------- |
| 5            | срібло 925 проби | 15,55 / 16,81 | 33,0        | пруф                | гладкий із заглибленим написом | 3 000       |

### Аверс
На аверсі монети розміщено: угорі малий Державний Герб України та напис півколом «НАЦІОНАЛЬНИЙ БАНК УКРАЇНИ», стилізовану композицію — у центрі зображено вершника, праворуч — фрагмент рукописної сторінки, унизу — гусяче перо та номінал «5/ГРИВЕНЬ», ліворуч — рік карбування монети «2012».

### Реверс
На реверсі монети зображено портрет Євгена Гребінки, праворуч від якого на тлі фрагмента стилізованої рукописної сторінки зазначено роки життя — «1812/1848», ліворуч напис — «ЄВГЕН/ГРЕБІНКА».

## Автори

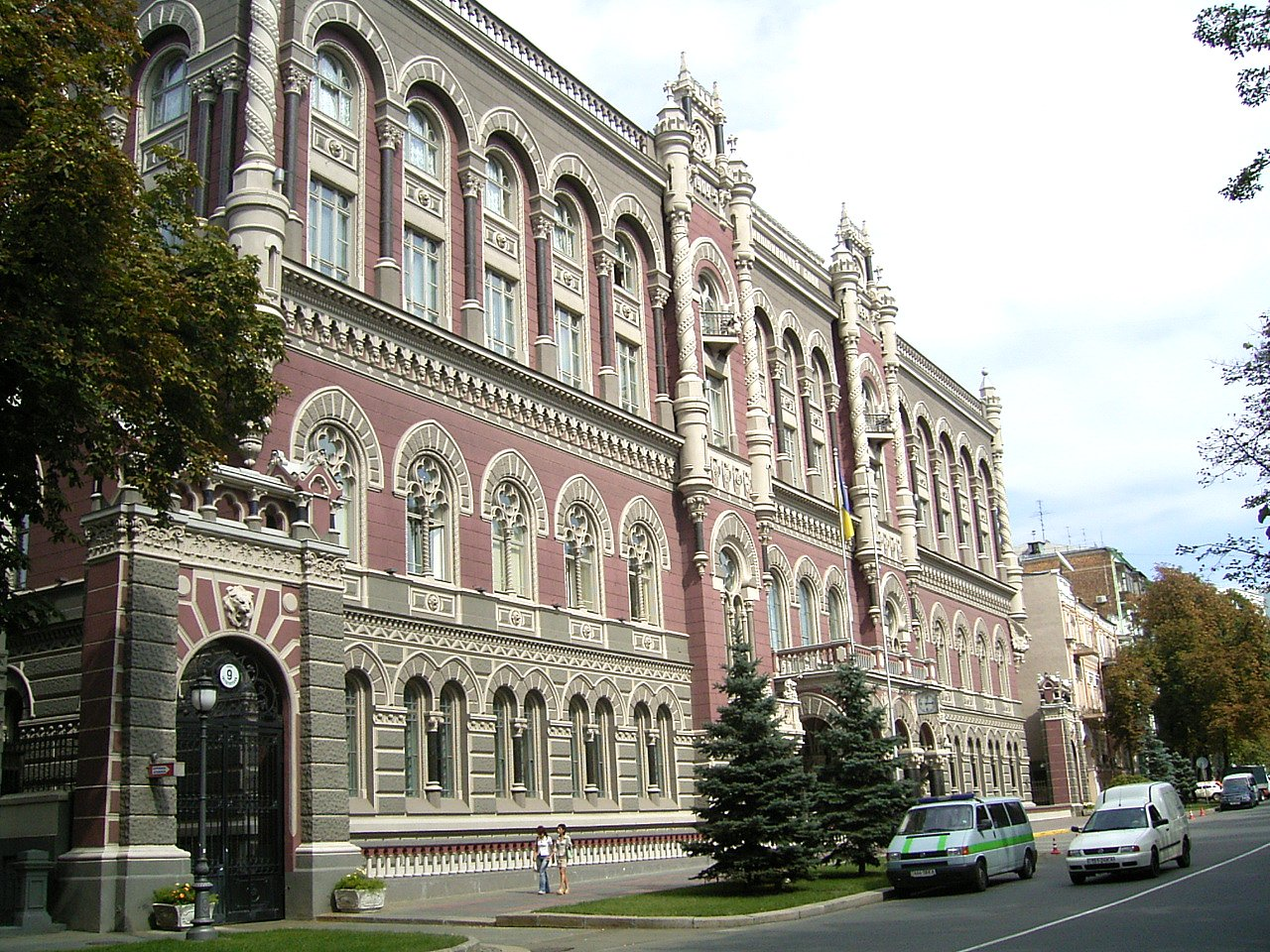
Будівля Національного банку України

- Художник — Іваненко Святослав.
- Скульптор — Іваненко Святослав.

## Вартість монети
Ціну монети — 390 гривень, встановив Національний банк України у період реалізації монети через його філії 2012 року.
Фактична приблизна вартість монети, з роками змінювалася так:
| Рік        | 2012 | 2013 | 2014 | 2015 | 2016 | 2017 | 2018 | 2019 | 2020 | 2021 | 2022 | 2023 | 2024  | 2025  |
| ---------- | ---- | ---- | ---- | ---- | ---- | ---- | ---- | ---- | ---- | ---- | ---- | ---- | ----- | ----- |
| Ціна, грн. | 450  | 420  | 350  | 350  | 430  | 450  | 500  | 420  | 390  | 530  | 650  | 980  | 1 600 | 1 600 |